# Оренбург (футбольний клуб)
«Оренбург» (рос. Оренбург) — російський футбольний клуб з однойменного міста. До сезону 2016—2017 клуб мав назву «Газовик». У сезоні 2016—2017 команда уперше виступила у Прем'єр-лізі Росії.

## Історія клубу
Дебют оренбурзької команди в чемпіонатах СРСР відбувся у 1976 році, коли «Газовик» замінив у другій лізі інший оренбурзький клуб «Локомотив», який виступав у змаганнях у класі майстрів з 1960 року. У другій лізі новостворена команда відіграла 7 сезонів. і в 1983 році не змогла заявитись на новий сезон, і наступні 7 років виступала у турнірах команд колективів фізкультури.
У 1990 році «Газовик» знову заявився в другу лігу, проте особливих успіхів не мав, і зайняв за підсумками сезону 1990 року 15-те місце, а за підсумками сезону 1991 року 18-те місце.
У 1992 році «Газовик» розпочав виступи у другому російському дивізіоні, проте у 1993 році зайняв останнє місце у своїй зоні, та вибув до третьої ліги, де виступав упродовж 4 сезонів. У 1998 році після скорочення третьої ліги «Газовик» знову повернувся до другої ліги, де виступав до 2010 року в зоні «Урал-Поволжя». У 2010 році оренбурзький клуб уперше вийшов до російської першої ліги, проте у сезоні 2011—2012 років зайняв лише 16-те місце, та вибув до другої ліги.
У 2013 році «Газовик» удруге за свої історію вийшов до першого російського дивізіону, здобувши перепустку до ФНЛ за тур до завершення першості. У сезонах 2013—2014 та 2014—2015 оренбурзький клуб займав 5 місце у першій російській лізі. У 2015 році «Газовик» вийшов до півфіналу Кубка Росії, де поступився московському «Локомотиву» лише у серії пенальті. У 2016 році оренбурзький клуб також став переможцем Кубка ФНЛ.
16 травня 2016 року «Газовик» уперше в своїй історії здобув путівку до вищого російського дивізіону за результатами сезону 2015—2016 років.
25 травня 2016 року клуб було перейменовано на «Оренбург», у тому числі й після заяви президента РФС Віталія Мутка про те, що в одній лизі не повинно бути кількох клубів, що належать одній структурі, оскільки генеральним спонсором оренбурзького клубу є підприємство «Газпром добыча Оренбург» — дочірнє підприємство ПАТ «Газпром», який є спонсором петербурзького «Зеніту».
30 травня 2016 року ФК «Оренбург» опубликував новий логотип клубу.
У сезоні 2016—2017 років «Оренбург» зайняв 13 місце, й у перехідних матчах поступився клубу «СКА-Хабаровськ» (0-0; 0-0 (3-5 у серії післяматчевих пенальті)) та вибув із Прем'єр-ліги у ФНЛ.
6 травня 2018 року «Оренбург» знову повернувся до Прем'єр-ліги за підсумками сезону 2017—2018.

## Стадіон
Команда приймає суперників на стадіоні «Газовик», який розміщений у селищі Ростоші на околиці Оренбурга. У вересні 2016 року завершено реконструкцію стадіону: були збудовані 4 нові трибуни із дахом, який накриває усі місця для сидіння глядачів. Після реконструкції місткість стадіону збільшилась із 4524 до 5822 місць.
У травні 2016 року керівництво міста Оренбурга оголосило, що ними заплановано побудувати в місті новий стадіон, який відповідає усім сучасним вимогам, прототипом якого буде стадіон «Арена Хімки».